# Овощные растения

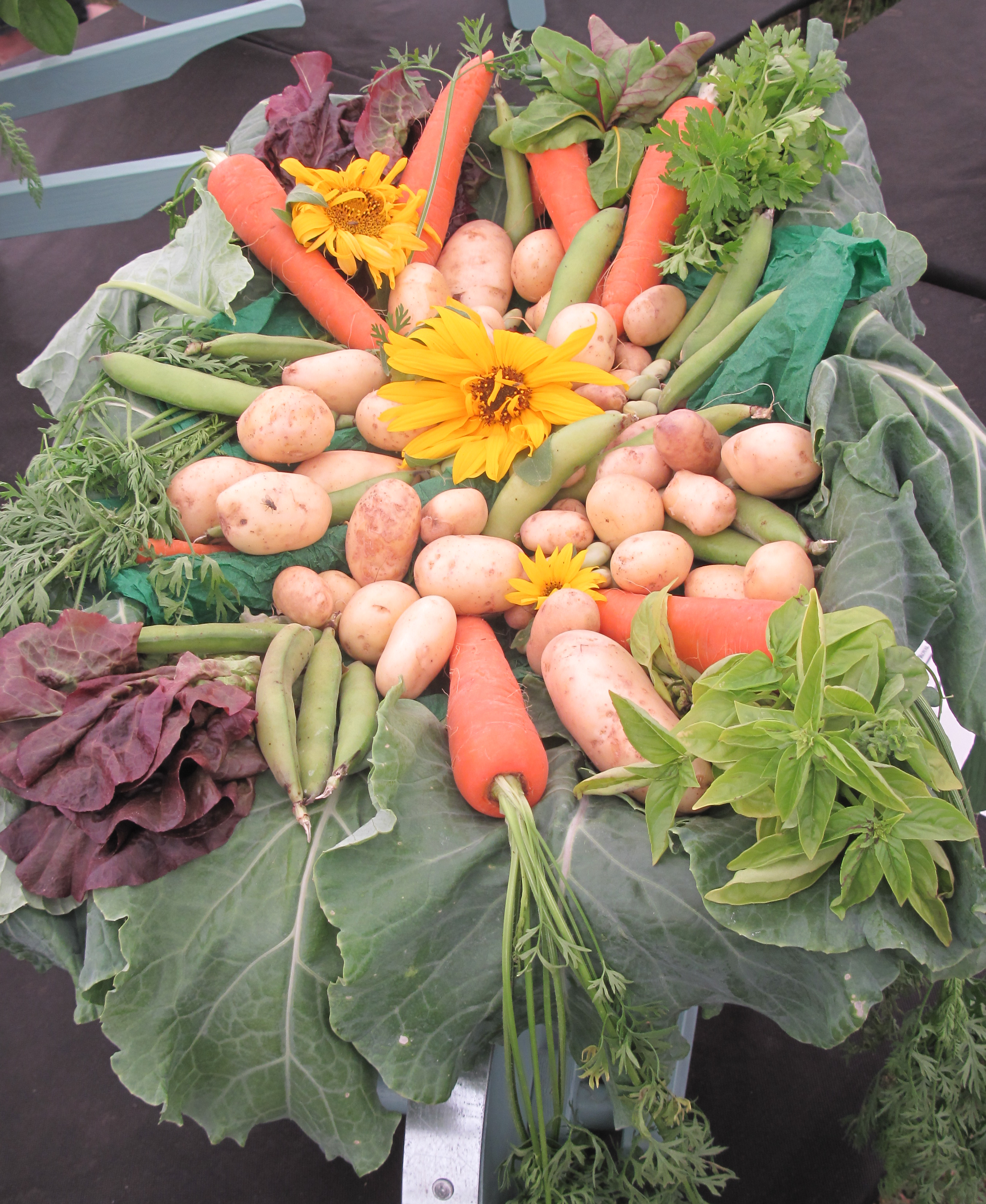
Разнообразие овощных растений, представленных на рынке

Овощные растения — травянистые растения, дикорастущие или выращиваемые в культуре, какие-либо сочные части которых пригодны для употребления в пищу. Служат источником овощей, годных для потребления в сыром виде или используемых в кулинарии как важный ингредиент для приготовления многих блюд и соусов. Около половины известных овощных растений, которых насчитывается более 1200 видов, возделывают как овощные культуры, для чего служит отдельная отрасль сельского хозяйства — овощеводство. Другие овощные растения заготавливаются в качестве дикоросов.
Овощные растения представлены 78 ботанических семействах, среди которых 19 являются однодольными растениями, а 59 двудольными. 
Источником овощей могут служить самые различные части растений: плоды, листья, побеги, стебли, луковицы, корни (корнеплоды). 
Некоторые источники могут относить к овощным растениям и отдельные виды грибов, например шампиньоны.
Как правило, к овощным не относят растения дающие ягоды, фрукты, орехи, зёрна, но могут включать бахчевые культуры из семейства тыквенных, такие как: арбуз, дыня, тыква.
В зависимости от части растения, используемого для заготовки в пищевых целях, овощные растения подразделяют:
- плодовые овощные растения
- лиственные овощные растения, или салатные овощные культуры
- луковые овощные растения
- корнеплодные овощные растения

В зависимости от длительности жизни овощные растения подразделяют на однолетние, двулетние и многолетние.
Жизненный цикл однолетних растений от прорастания из семени до плодоношения завершается в течение одного вегетативного сезона, после чего растение полностью отмирает.
У двулетних в течение первого года формируются органы, служащие источником овощей, а на второй год происходит вызревание семян. 
Многолетние овощные растения отличаются способностью к многократному плодоношению, могут служить источником продуктовых органов на протяжении нескольких лет.
Примерно 120 видов овощных растений, относящихся примерно к 55 овощным культурам, широко распространены в сельском хозяйстве и повсеместно культивируются. Всего в мире производится более 400 миллионов тон овощной продукции, среди которых лидирует томат, за ним следуют бахчевые культуры. Помимо широко известных и повсеместно возделываемых овощных культур существуют малоизвестные овощные растения, о которых известно только в отдельных локальных регионах, затрагивающих одну или две страны.